# 胃酸过多症
胃酸过多症是指胃粘膜分泌盐酸过多，并使患者感到胃部不适的病症。

## 主要症状
- 阵发性出现胃灼热感或反酸、上腹部疼痛、恶心、呕吐、食欲不振。

## 诱发因素
- 长期酗酒、辛辣食物、不定期进餐、精神紧张、喝过多汽水、大量吸烟、严重烧伤或细菌感染都会诱发胃酸过多症。

## 治疗药物
- - 制酸剂，如氢氧化铝凝胶、三硅酸镁、碳酸氢钠等。
  - 组胺H2-受体阻断剂，至今已经出现三代，既第一代西咪替丁、第二代雷尼替丁、第三代法莫替丁。
  - 质子泵抑制剂，如奥美拉唑、兰索拉唑、泮托拉唑、贝拉拉唑等。
  - 胃肠粘膜保护剂，如替普瑞酮等。

## 辅助治疗
- 干姜汤、苏打饼干

## 相關參見
- 胃食管反流病